# Coccophagus lepidus
Coccophagus lepidus är en stekelart som beskrevs av Compere 1931. Coccophagus lepidus ingår i släktet Coccophagus och familjen växtlussteklar. Inga underarter finns listade i Catalogue of Life.